# Кеннет Муґуна
Кеннет Муґамбі Муґуна (англ. Kenneth Mugambi Muguna, нар. 6 січня 1996, Кісуму) — кенійський футболіст, півзахисник клубу «Гор Магія», а також національної збірної Кенії.

## Клубна кар'єра
У футболі дебютував 2015 року виступами за команду «Палос», в якій провів один сезон. 
Своєю грою за цю команду привернув увагу представників тренерського штабу клубу «Вестерн Стіма», до складу якого приєднався 2016 року. Відіграв за какамезьку команду наступний сезон своєї ігрової кар'єри. Більшість часу, проведеного у складі «Вестерн Стіми», був основним гравцем команди.
2017 року уклав контракт з клубом «Гор Магія», у складі якого провів наступний рік своєї кар'єри гравця. Граючи у складі «Гор Магії» також здебільшого виходив на поле в основному складі команди.
2018 року перебрався до Європи, де спробував закріпитися в албанському клубі «Тирана». Однак, спроба виявилася не вдалою і Кеннет того ж 2018 року повернувся до «Гор Магії», зігравши за клуб з Тирани 7 поєдинків. Наразі виступає в складі кенійського чемпіона останніх років.
| Дата       | Місто        | Господарі | Результат   | Гості                | Турнір             | Голи | Примітки |
| ---------- | ------------ | --------- | ----------- | -------------------- | ------------------ | ---- | -------- |
| 02-09-2017 | Мапуту       | Мозамбік  | 1 – 1       | Кенія                | товариський матч   | -    | 73'      |
| 08-10-2017 | Нонтабурі    | Таїланд   | 1 – 0       | Кенія                | товариський матч   | -    |          |
| 28-05-2018 | Найробі      | Кенія     | 1 – 0       | Екваторіальна Гвінея | товариський матч   | -    | 57'      |
| 10-06-2018 | Мумбай       | Індія     | 2 – 0       | Кенія                | товариський матч   | -    | 38'      |
| 28-07-2019 | Дар-ес-Салам | Танзанія  | 0 – 0       | Кенія                | Відбір до ЧАН 2020 | -    |          |
| 04-08-2019 | Найробі      | Кенія     | 0(1) – 0(4) | Танзанія             | Відбір до ЧАН 2020 | -    |          |
| 08-09-2019 | Найробі      | Кенія     | 1 – 1       | Уганда               | товариський матч   | 1    |          |
| 13-10-2019 | Найробі      | Кенія     | 0 – 1       | Мозамбік             | товариський матч   | -    | 64'      |
| 14-11-2019 | Александрія  | Єгипет    | 1 – 1       | Кенія                | Відбір до КАН 2021 | -    | 63'      |
| 18-11-2019 | Найробі      | Кенія     | 1 – 1       | Того                 | Відбір до КАН 2021 | -    | 63'      |
| Усього     |              | Матчів    | 10          |                      | Голів              | 1    |          |

## Титули і досягнення
- Чемпіон Кенії (2):

«Гор Магія»: 2017, 2018—2019